# Teodor Eichenwald
Teodor Eichenwald (ur. ok. 1880 r. we Włocławku (?), zm. 5 października 1904 r. w Bernie) – polski taternik, student geologii. Studiował w Warszawie, a następnie w szwajcarskim Bernie.
W 1902 r. wraz z Ferdynandem Rabowskim (swoim szwagrem), Janem Bachledą Tajbrem i Wojciechem Tylką Suleją wziął udział w pierwszej kilkudniowej wyprawie graniowej w Tatrach od Salatyńskiego Wierchu na Cubrynę. Dokonał wtedy również:
- pierwszego wejścia na Cubrynkę,
- drugiego wejścia na Batyżowiecki Szczyt,
- drugiego wejścia granią od Polskiego Grzebienia na Staroleśny Szczyt.

Wyprawa zajęła 11 dni i została opisana przez Eichenwalda w „Przeglądzie Zakopiańskim” (1902) pod błędnym tytułem Orlą Pyrcią (por. Orla Perć). Był to dobrze napisany opis przejścia taternickiego, pierwszy od czasu Jana Gwalberta Pawlikowskiego.
Rok później Teodor Eichenwald doznał ciężkiego wypadku na zaśnieżonym stoku podczas wyprawy w Alpach, w której towarzyszył mu Rabowski. W 1904 r. popełnił samobójstwo.